# Sporopipe quadrillé
Sporopipes frontalis
Espèce
Statut de conservation UICN

 LC  : Préoccupation mineure
Statut CITES
Le Sporopipe quadrillé (Sporopipes frontalis) est une espèce de passereau appartenant à la famille des Ploceidae.